# Miandrivazo
Miandrivazo – miasto w zachodniej części Madagaskaru, w prowincji Toliara. W 2005 roku liczyło 20 102 mieszkańców.
Miasto położone jest nad rzeką Mahajilo.
Przez miasto przebiega droga Route nationale 34. W pobliżu miasta położony jest port lotniczy Miandrivazo. W miejscowości znajduje się szkoła podstawowa, szkoła średnia, szpital oraz stały sąd.
85% ludności znajduje zatrudnienie w rolnictwie (w tym 5% utrzymuje się z hodowli zwierząt). Głównie uprawia się ryż, fasolę oraz kukurydzę. W usługach pracuje 10% populacji, a w rybołówstwie 5%.